# 寂静革命
寂静革命（法語：Révolution tranquille）指加拿大魁北克在1960年代社会迅速变革的一段时期。变革内容包括社会的世俗化、地方福利的建立和分离主义与联邦主义政治势力的重组。在魁北克政府接管之前，教育事务与社会福利均由天主教会负责，天主教会對社會擁有近乎支配性的地位。寂静革命之后，省政府建立了教育与医疗部，扩大了公共事务范围，加大对教育和基础建立的投资，对电力公有化。并加强了魁北克人对魁北克经济控制。寂静革命改变了魁北克内部的局势和加拿大联邦政府对魁北克的政策，并且影响持续至今。此後天主教会對社會的影響大幅下降，魁北克成為以法語為主的世俗社會，惟不少魁北克人仍繼續以天主教徒自居，即使現時只有約百分之五的魁北克人會每週參加彌撒。
寂静革命是一段经济和社会均不受控制的变革，同样的变革也同时发生在其它西方世界，西方社會轉向世俗化，基督教對社會的影響逐漸下降。这次革命也被认为是魁北克民族主义和身份認同兴起的来源，至今仍在魁北克社会中引起争议。

## 起源
自1930年代末到1959年，魁北克的政治、教育、经济和社会界都被极为保守的Maurice Duplessis和他领导的政党国民联盟所控制。而罗马天主教自新法兰西时代就通过Compagnie des Cent-Associés之类的组织对社会施加影响。在英国统治时期，商界通过强有力的院外游说集团来确保加拿大经济有足够的投资，以跟上美国的发展步伐。魁省选举造假和腐败的现象时有发生，教堂为支持魁人党宣传的口号（天空为蓝，地狱为红－指魁人党（蓝党）和自由党（红党））。罗马教堂方面则控制自由党言论的书的出版。天主教堂掌管法语教学机构和医院。此划分至今还残留的部分为Duplessis孤儿院（Orphelins de Duplessis）。
由于整个加拿大，包括魁北克的人口较少，从当时至今都一直不能吸引足够的投资。同样的，加国同魁省都需要外来风险投资来推动本地自然资源的开发。例如铁矿的发掘是为了迎合美国的铁需求。由于罗马天主教的重农轻商政策，以及在魁北克实行了数世纪的地主制度，来自英国的移民，特别是苏格兰移民成了建立和维持魁北克工业化经济的主力军。这使得魁北克成为加拿大的经济中心，乃至北美经济的重要力量。然而，天主教会带头抵制前省长Louis-Alexandre Taschereau的工业化措施。Duplessis政府曾经承诺要促进法裔的商业，并建立法语的大学商科教育，以赶上加拿大其他地区和美国的水平，但是这些并未成功。这使得法裔乡村工人同新兴白领的收入差别随着加拿大的发展而增大。魁北克既要追随以美国领导的技术革新和工业化运动，又要避免经济危机的袭击。因此，多数法裔加拿大人并未参与商业的扩张，而其他各省的加拿大人则填补了这些空缺。历史学家们常常将此时期称为 （大黑暗），但是他们也常常补充指出，其实真实情况并未象描述的那么糟糕。
寂静革命的具体开始时间并无定论，很多事件被认为是这次革命的先兆或者前奏。包括1949年石棉工人罢工事件，1955年的Maurice Richard骚乱，艺术家团体签署的《完全拒绝宣言》（Refus Global）以及（无名弟兄的鲁莽）的出版，此书抨击了天主教在魁北克几乎无所不在的统治。政治期刊《自由城市》也被看作是知识分子批判Duplessis政权的论坛。
但在政治领域，让·勒萨格于1960年领导魁北克自由党在省选举胜利后，实行的一系列改革可以看作开端。寂静革命何时结束同样也无定论，但是一般认为1970年十月危机之前，革命已经完成了。
从很多方面来说，1959年Maurice Duplessis的去世，以及随后不久他的接班人Paul Sauvé的突然去世，触发了寂静革命。或者可以这么说，释放了长久以来被天主教会禁锢的能量。Duplessis去世后不到一年，Jean Lesage领导魁北克自由党赢得了选举。他们的竞选口号是  （做自己家的主人） 和  （现状一定要改变）。

## 教育的世俗化
为了实现这个目标，Lesage的自由黨政府投入很大的精力来为他们的人民制定确切的教育方案。一个叫做「家长委员会」的组织最终在1961年成立，来研究教育体系，并提出了建议，最终导致通过了几项改革，其中最重要的是世俗化教育体系。虽然学校保持其历史的天主教或基督教的特点，但是在实践中，因为省政府实际掌管着公立学校，学校进行了非宗教的世俗教育。其他改革包括义务教育，直到16岁以及到十一年级的免费教育。現時的教會建築也變成了公立學校及其他公共建築。
在1967年，加拿大政府开始在各省推行大专专业公共教育。在1968年政府成立魁北克大学网络，以在大学的级别上实现类似的目标。然而，在此之后将近二十年后，当高质量的商业计划在魁北克的法语大学推行的时候，他们才达到了北美其他地方大学的教育水平。

## 经济改革
在经济领域，政府力图增加法裔对魁北克省经济的控制。在此之前，魁省经济很大程度上是由英裔和美国投资者所主宰的。
自由党的方案是让魁省各电力公司在魁北克水电的框架下国有化。为了能使这个大胆的改革顺利实施，自由党于1962年召集了省选。在这次选举中自由党以更加大的优势赢得了魁北克国民议会的多数。6个月内，资源部长，瑞内·勒维克(René Lévesque)就开始着手实施他的组建魁北克水电的计划。
为了增进魁省经济自治能力，政府创建了更多的公共机构。为了开发省内丰富的自然资源，SIDBEC（钢铁业），SOQUEM（采矿业）, REXFOR （林业）和 SOQUIP （石油业）相继建立。1962年，（财政总公司）成立，目的是鼓励魁北克人对本省经济的投资，增加小企业的利润。1963年，配合加拿大退休金计划，联邦政府授权省政府推行魁北克退休金计划（Régie des Rentes du Québec,缩写）。1966年，全民参与开始生效。为了管理RRQ积累的可观财富，并且对公共和私有各部门的各种项目提供资金方面的帮助，1965年特别成立了。
1964年新劳动法颁布。新法给工会组织提供了便利，并给与了公共部门职员罢工的权利。同年对民法做的改动确认了配偶双方的平等法律地位。

## 民族主义兴起
多方面的改革所带来的民族自豪和认同感改变了魁北克民族主义的演化过程。此过程自1867年起就表现为省和联邦政府不断的陷入政治僵局。在寂静革命中， (法裔加拿大人) 变成了 （魁北克人），标志着一种被动的民族主义开始向追求政治自治演化。对于某些人来说，这可以通过修改英属北美法案来达到，但对独立主义者来说，此法案是外来帝国主义强权强加于人民的，因此被视为无效。
在1966年省选举中，国民联盟对自由党政府所做的各方面激进改革持嘲弄态度。他们许诺如果党魁丹尼尔·约翰逊执政将改变这些政策。在1967年世界博览会期间，夏尔·戴高乐于蒙特利尔市政厅发表演说时，喊出了“自由的魁北克万岁！” ("Vive le Québec libre!") 的口号。这更加推动了魁北克独立运动，也导致法国和加拿大的关系破裂。虽然最终国民联盟在总票数落后，但在席位上却以6席胜出组建多数政府。1968年，以魁独为宗旨的魁北克人党成立，瑞内·勒维克成为首任党魁。魁北克省于1977年通过101宪章，法语成为魁北克唯一的官方语言，之后魁北克省政府加大力度推行101宪章，使得英语在魁北克的公共场合近乎绝迹，在魁北克的外资企业也不得不使用法语译名（如肯德基只能使用法语译名简称PFK，而不能使用KFC）。由于魁北克人党的执政，魁北克省在1980年和1995年两次举行独立公投，虽然两次公投都以独立派失败而告终，但1995年的公投结果显示独统两派差距不到一个百分点，微弱的差距也使得加拿大联邦政府通过清晰法案来限制魁北克省再次举行独立公投。虽然之后魁北克民众对独立的热情大减，但是加拿大内部英语群体和法语群体之间的对立仍然存在。

## 重要指標人物
- Jean Lesage
- 瑞内·勒维克
- Paul Gérin-Lajoie
- Thérèse Casgrain
- Pierre Bourgault
- Michel Chartrand

## 争论

### 革命还是自然变革
现代魁北克历史学家对寂静革命的兴趣有着不同的看法。尽管寂静革命的众多进步使魁北克社会发生了深刻变革，因为被视为一场深刻的革命，但是也有历史学家认为这场革命不过是20世纪60年代整个北美社会变革的一部分。
部分历史学家支持这些观点。在经济方面，魁北克制造业在工业革命时期已经迅速发展。更得益于第一次世界大战和第二次世界大战对制造业的旺盛需求，魁北克经济在寂静革命之前即已快速扩张。

### 魁北克独有的还是世界共同发生的运动
1960年代同時在西方社會發生性革命和各種民權運動，女性主義興起，爭取性別平等和反種族主義的民權運動此起彼落，社會日益世俗化，墮胎和同性戀相繼合法化，政府重新主導教育和醫療，減低教會對社會的影響，教會對西方社會的支配逐漸下降，並非魁北克獨有，但其他西方國家和地區包括荷蘭和法國是漸進式的過程，而魁北克的世俗進程則相當快。